# Врублёвщина
Врублёвщина (бел. Врублёўшчына; бел. Урубле́ўшчына) — деревня в Воложинском районе Минской области Белоруссии. Входит в состав Ивенецкого сельсовета (до 2013 года входила в состав Пряльнинского сельсовета). Близлежащие населённые пункты: Падневичи, Гуды.

## География
Деревня расположена в 34 км на юго-восток от Воложина и в 48 км от ж/д станции Воложин (линия Молодечно — Лида), в 67 км от Минска.
Рельеф в районе деревни является равнинно-холмистый. Мелиорационный канал, расположенный на запад от населённого пункта, связан рекой Ислочь, левым притоком Березины. Для транспортных связей используется местная дорога через деревню Падневичи, а в дальнейшем шоссе Раков — Ивенец.
Две прямолинейные, параллельные улицы, составляющие планировку Врублёвщины, ориентированы с юго-запада на северо-восток. Для соединения улиц между собой служат окраинные прямолинейные переулки. Для двухсторонней, плотной застройки характерны традиционные деревянные дома усадебного типа.

## История
Врублёвщина, известная с XVIII века, в 1800 году представляла собой хозяйский двор (шляхетское владение) в Минском уезде Минской губернии. В 1858 году она упоминается уже как деревня в Рублевском сельском товариществе Минского уезда; владельцами являлись Ю. и М. Набаровские. В 1897 году Врублёвщина относилась к Ивенецкой волости Минского уезда.
С 1921 года по ноябрь 1939 года Врублёвщина находилась в составе Польши. В 1921 году упоминается под названием Врублевщизна.
Во время Великой Отечественной войны Врублёвщина была оккупирована немецко-фашистскими войсками с 25 июня 1941 года по 6 июля 1944 года. Один из жителей погиб на фронте.
Колхоз, созданный в деревне уже 8 декабря 1949 года, находился на обслуживании Ивенецкой МТС. В 1954 году деревня вошла в состав колхоза «Верный путь», центром которого являлась деревня Пряльники. В то время во Врублёвщине был магазин. В 1959 году деревня была в составе Падневичского сельсовета Ивенецкого района Молодечненской области. С 27 марта 1959 года Врублёвщина числилась уже в составе Пряльнинского сельсовета, с 7 июля 1962 года — Падневичского сельсовета, с 25 декабря 1962 года — Столбцовского района, с 6 января 1965 года — Воложинского района Минской области.
До 28 июня 2013 года деревня входила в состав Пряльнинского сельсовета.

## Население
- 1858 год — 22 лица мужского пола[1]
- 1897 год — 74 человека, 12 дворов (деревня); фольварк — 14 человек, 1 двор; урочище — 6 человек, 1 двор[1]
- 1921 год — 75 человек, 11 дворов (деревня); фольварк — 11 человек, 1 двор[1]
- 1959 год — 94 человека[1]
- 1994 год — 41 человек, 20 дворов[1]
- 2008 год — 34 человека, 14 хозяйств[1]

## Комментарии
1. ↑  Название и ударение даны по: Назвы населеных пунктаў Рэспублікі Беларусь: Мінская вобласць: нарматыўны даведнік / І. А. Гапоненка і інш.; пад рэд. В. П. Лемцюговай. — Минск: Тэхналогія, 2003. — С. 128.